# Вільгельм Гольцбауер
Вільгельм Гольцбауер (нім. Wilhelm Holzbauer) ((3 вересня 1930 , Зальцбург  — 15 червня 2019 , Відень )) — австрійський архітектор.

## Біографія
Вільгельм Гольцбауер відвідував Зальцбурзьку торгову школу в 1945-1949 рр., а потім вивчав архітектуру в Академії образотворчих мистецтв у Відні у Клеменса Гольцмайстера. 
Після «arbeitsgruppe 4» Гольцбауер навчався в Массачусетському технологічному інституті (MIT) в 1956-1957 рр. 
Потім він викладав як запрошений професор у Манітобі (Канада) та в Єльському університеті до 1959 року.
У 1964 році він нарешті відкрив архітектурне бюро у Відні, а потім ще одне в Амстердамі в 1969 році. 
Гольцбауер продовжив свою викладацьку кар'єру як професор Віденського університету прикладного мистецтва в 1977-1998 рр., а також був ректором тут в 1987-1991 рр.
У 1979-1989 рр. через свою любов до смачної їжі, Гольцбауер керував невеликим рестораном «Mattes» на Шенлатернгассе у Відні. 

Це був перший нагороджений ресторан у Відні. 

Він мав троє дітей від першого шлюбу з Урсулою Гольцбауер і дочку від другого шлюбу з японкою Марі Ізумі-Гольцбауер.
Гольцбауер був одним із тих, хто вижив після кораблетрощі «Андреа Доріа», на борту якого він відправився до США в 1956 році на нагородження стипендію Фулбрайта. 

Остання студія Гольцбауера розташовувалась в 6-му районі Відня, Маріягільф , Гайднгассе 11–13.

## Доробок
Архітектурні критики бачать Гольцбауера як «представника «прагматичної» архітектури з монументальним символізмом, фізіономічною стислістю та маньєристичним перебільшенням», а Гольцбауер бачив себе як «класичного архітектора, який завжди намагається пристосуватися до ситуації, не маючи нічого спільного з різними течії модерну та постмодерну і всього потроху» 

в архітектурі, «коріння якої лежить у прагматичному ставленні, а не в ідеологічному» 
.
Гольцбауер швидко зміг позиціонувати себе в очах громадськості завдяки важливим замовленням для приватних і державних будівельників. 
Він суттєво вплинув на міський пейзаж Відня через планування пішохідної зони на Кернтнерштрассе та через проекти Віденського метрополітену , які також здобули міжнародні нагороди. 
Гольцбауер неодноразово створював собі ім’я завдяки інтерв’ю та іншим виступам у ЗМІ. 
Архітектурний конкурс на реконструкцію Малої фестивальної зали в Зальцбурзі, який Гольцбауер заохочував роками та також представив плани, також став темою для обговорення. Гольцбауер також посилався на своє знайомство з ідеями Гольцмайстера. 
Після рішучих протестів Гольцбауера, який посів друге місце в конкурсі, переможець, консорціум Herman & Valentiny і Wimmer Zaic Architects, нарешті прийшов до співпраці з Гольцбауером.
У 1999 році Гольцбауер розробив декорації для нової постановки опери Франца Легара «Весела вдова» (режисер Андрій Шербан, диригент Джон Еліот Гардінер) для Віденської державної опери, де також допоміг розробити костюми.

## Вибрані роботи

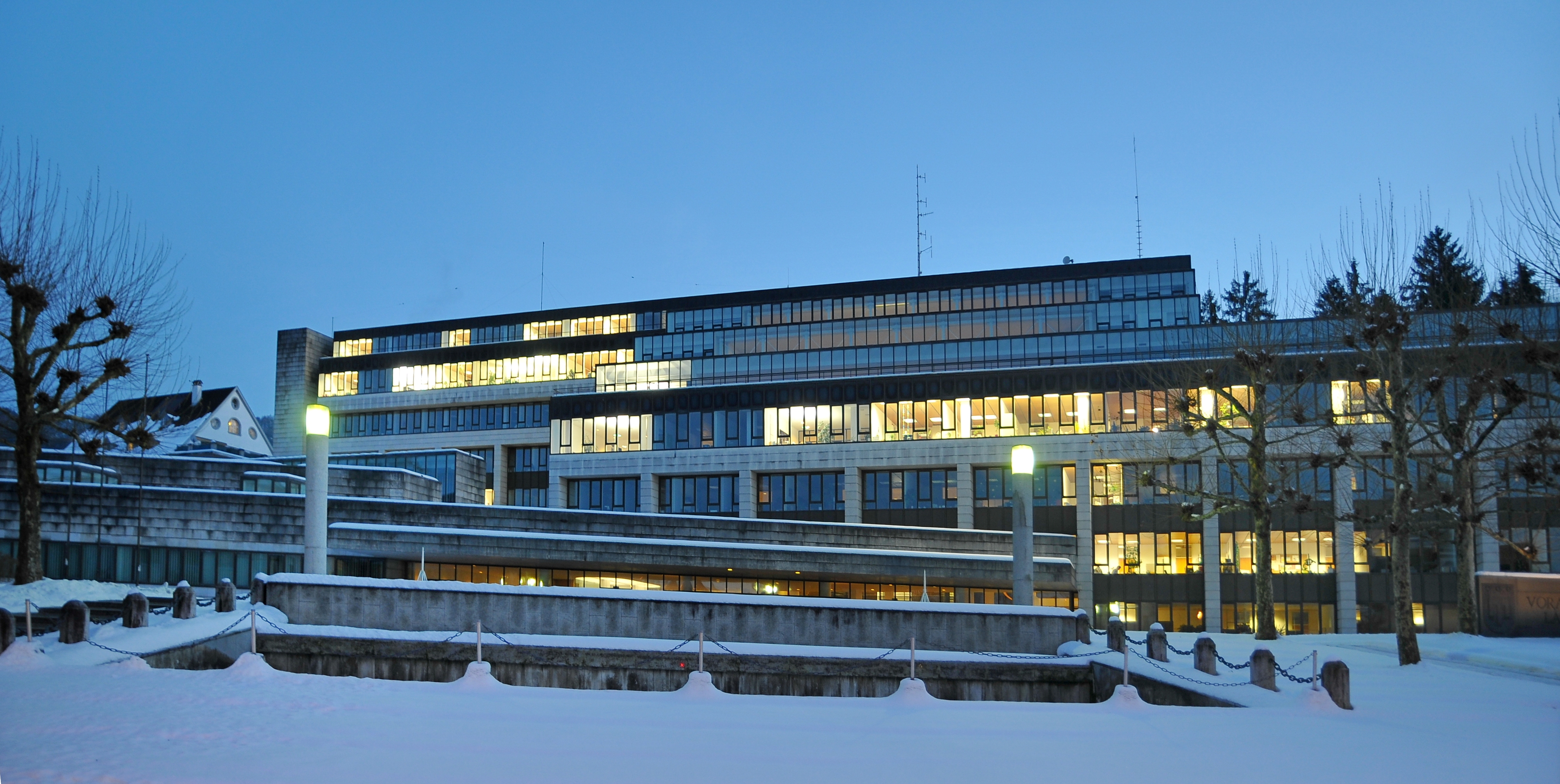
Заміський будинок у Брегенці, резиденція уряду землі Форарльберг

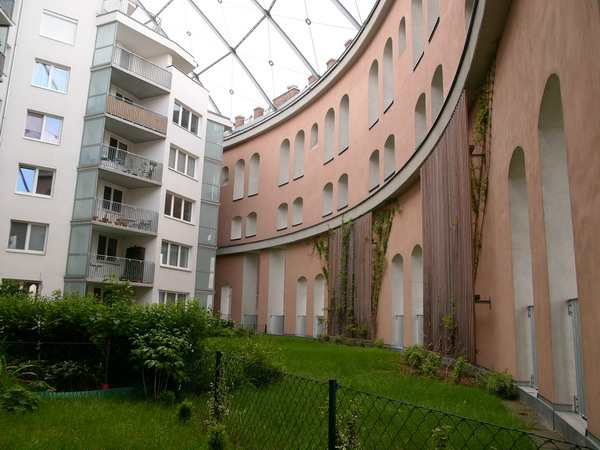
Віденські газометри

- Паршська парафіяльна церква Крові Христової[de], Зальцбург, 1953–1956 рр. («arbeitsgruppe 4», разом із Фрідріхом Куррентом[de], Йоганнесом Шпальтом[de], Отто Ляйтнером[de])
- Колегія Святого Йозефа Зальцбург-Айген, 1961–1964 рр. («arbeitsgruppe 4»)
- Будинок в Беттельгаймі, Відень, 1966–1967[16]
- Проект віденського метрополітену, 1970–1973 рр. (архітектурна група U-Bahn, разом з Г. Маршалеком, Г. Ладштеттером, Берндом Гантарем)[17]
- Парафіяльний центр Зальцбург-Санкт-Віталіс[de], побудований до 1972 року
- Ландгауз Брегенц[de], 1973, побудований в 1977-1981 рр. (разом з іншими)
- Освітній центр Св. Вергілія, Зальцбург[de], побудований до 1976 року
- Житловий комплекс «Living Tomorrow», Відень
- Ратуша Амстердама та Амстердамська опера
- Факультет природничих наук Зальцбурзького університету, 1973–1986 рр. (група архітекторів Зальцбурзького університету, у складі Стефана К. Гюбнера, Георга Ладштеттера, Гайнца Маршалека, Гайнца Екхарта)
- Планування пішохідної зони на Кернтнер-штрассе, 1974 р. (разом з Вольфгангом Віндбрехтингером)
- Комплекс офісних будівель (IBM) Відень-Лассаллештрассе/Пратерштерн, Відень
- Житлова забудова Райхенбергер-штрассе/Маріанненштрассе, блок 88, Берлін-Кройцберг[de], Міжнародна будівельна виставка IBA 87[de], виконання спільно з Rave Architects, 1979–1985 рр.[18]
- Національний банк Австрії, Відень
- Вежа Андромеди[de], Відень, будівництво 1996–1998 рр.
- Меморіал усім жертвам Сталінградської битви[de], Волгоград
- Фестивальний зал (Баден-Баден), будівництво до 1998 року
- Технічна середня школа та політехнічна школа Відень 20, побудована в 1998 році
- Комплекс будівель Ringstraßen-Galerien[en], Кернтнеррінг-Відень
- Tech Gate Vienna[en] (разом з Сеппом Франком[de]), будівництво 1999–2005 с
- Віденські газометри, Відень, 1999–2001 рр.
- Головний вокзал Лінца, реконструкція 2002–2004 рр.
- 4 нові зали Віденської філармонії
- Будинок Моцарта[de], реконструкція Малого фестивального залу в Зальцбурзі (спільно з Франсуа Валентині[de], переможцем конкурсу), з 2006 р.

## Публікації
- Holzbauer, Wilhelm: Bauten und Projekte 1953–1985, 1985
- Holzbauer, Wilhelm: Bauten und Projekte 1985–1990, 1990
- Achleitner, Friedrich, Holzbauer, Wilhelm: Buildings and Projects – Bauten und Projekte. Stuttgart 1995
- Holzbauer, Wilhelm: Arbeiten aus den letzten 5 Jahren des vergangenen Jahrtausends. Ausstellungskatalog, Universität für angewandte Kunst. Wien 2000

## Нагороди та визнання
- 1952: Золота медаль Фюгера[de]
- 1954: Премія Теодора Кернера[de]
- 1959: Державна премія Академії образотворчих мистецтв
- 1967: Премія культури від міста Капфенберг
- 1972: Премія міста Відня з архітектури[de]
- 1978: Золота медаль Пошани за заслуги перед містом Відень
- 1983: Меморіальна премія Р. С. Рейнольдса
- 1986: Премія землі Зальцбург з архітектури
- 1986: Почесний перстень столиці Зальцбурга
- 1986: Почесний член Американського інституту архітекторів[de]
- 1991: Золота медаль Пошани від міста Відень
- 1996: Велика золота медаль Пошани за заслуги перед Австрійською Республікою[19]
- 1997: Почесне членство в Асоціації німецьких архітекторів BDA[de]
- 2000: Велика австрійська державна премія[en] з архітектури
- 2005: Золота медаль Пошани землі Зальцбург
- 2008: Великий знак заслуг від землі Форарльберг